# Айлиль мак Дунлайнге
Айлиль мак Дунлайнге (др.‑ирл. Ailill mac Dúnlainge; вторая половина V — первая половина VI века) — король Лейнстера (с 527 года) из рода Уи Дунлайнге.

## Биография
Айлиль был младшим сыном Дунлайнга мак Эндая. В «Трёхчастном житии святого Патрика» сообщается, что ещё при жизни Дунлайнга его сыновья были лично крещены этим «апостолом Ирландии». После смерти короля Дунлайнга принадлежавшие ему владения и власть над Уи Дунлайнге унаследовал старший брат Айлиля Илланн.
Первое упоминание о Айлиле мак Дунлайнге в ирландских анналах относится к 10 октября 490 или 492 года, когда он вместе со своим братом Илланном, Эохайдом Гуйнехом из септа Уи Байррхе и королём Айлеха Муйрхертахом мак Эркой участвовал в сражении при Кенн Лоснада в Мэг Феа (около современного Лохлинбриджа). Противником союзников был король Мунстера Энгус мак Над Фройх. В этом сражении мунстерцы потерпели сокрушительное поражение: их король погиб, а его отсечённая голова была передана в дар Илланну мак Дунлайнге. Жена Энгуса мак Над Фройха, Этне Уатах, дочь короля Уи Хеннселайг Кримтанна мак Эндая, названная в «Хронике скоттов» «ненавистной», также была убита вместе с мужем.
После гибели в 495 году Фроэха мак Финдхады из рода Уи Гаррхон престол Лейнстера перешёл к Илланну мак Дунлайнге, который стал первым правителем этого королевства из рода Уи Дунлайнге. Илланн скончался в 527 году, не оставив сыновей, что позволило Айлилю мак Дунлайнге унаследовать власть над Лейнстером.
Основными событиями истории Лейнстера V—VI веков, сведения о которых сохранились в средневековых исторических источниках, являются кровопролитные войны лейнстерцев с представителями рода Уи Нейллов. В правление Айлиля мак Дунлайнге территория Лейнстера также неоднократно подвергалась нападениям своих западных соседей. В анналах упоминается о нескольких крупных сражениях, в котором противником лейнстерцев был Муйрхертах мак Эрка, к тому времени ставший верховным королём Ирландии. Сообщается, что в 528 году Муйрхертах одержал победу над лейнстерским войском в сражениях при Кенн Эйхе (современное селение Кинеаг в графстве Килдэр) и при Ат Сиге (современный Ассей в графстве Мит), а в 533 году подданные Айлиля потерпели от верховного короля сразу три поражения — при Маг Айльбе, при Айльмайне и при Кенн Эйхе. Ещё об одном сражении с участием Айлиля, битве при Финдабайре, упоминается в саге «Борома». Однако уже в 534 или 536 году король Муйрхертах мак Эрка погиб. В течение следующих тридцати лет в ирландских анналах отсутствуют сведения о военных столкновениях правителей Лейнстера и Уи Нейллов. Это может свидетельствовать о том, что в это время отношения между ними были мирными.
К 540-м годам относится известие о конфликте лейнстерцев с коннахтцами, во время которого в 543 или в 548 году в битве при Тортане (около Ардбраккана в Мите) погиб сын короля Айлиля Молта Мак Эрка.
О других событиях жизни Айлиля мак Дунлайнге известно очень мало. По сообщениям средневековых агиографических источников, дальней родственницей Айлиля была святая Бригитта, которой он помогал в обустройстве основанного ею монастыря в Килдэре, предоставив святой для строительства своих людей и принадлежавший ему лес. По свидетельству жития Бригитты, святая, благодаря Айлиля за помощь, предсказала ему, что только его потомки будут занимать престол Лейнстера. Генеалогические трактаты сообщают, что у Айлиля был сын Кормак, а также две дочери, Мугайн и Федельм, которые обе были причислены к лику святых.
В «Анналах Тигернаха» смерть Айлиля мак Дунлайнге датируется 545 или 552 годом. Примерно к этому же времени относит его смерть и «Лейнстерская книга», в которой сообщается о двадцати годах правления короля Айлиля. Однако достоверность хронологических данных этих источников вызывает сомнения. В связи с этим ряд современных историков не склонен давать точную датировку правлений лейнстерских королей VI века. Несмотря на несколько тяжёлых поражений, нанесённых в 520—530-х годах лейнстерцам верховным королём Муйрхертахом мак Эркой, в позднейших сказаниях о истории Уи Дунлайнге, Айлиль и его брат Илланн назывались основателями могущества этого рода.
Средневековые источники содержат очень мало информации о преемниках Айлиля мак Дунлайнге. Согласно их сведениям, до конца VI века лейнстерским престолом владели ещё четыре короля: Кормак мак Айлелло, Кайрпре мак Кормайк, Колман Мар и Аэд. В большинстве источников эти лица называются потомками Айлиля мак Дунлайнге. Однако современные историки считают, что данные о правлении в Лейнстере в это время только представителей рода Уи Дунлайнге могут быть недостоверными. Возможно, сведения о других правителях, занимавших лейнстерский престол в VI веке, были сознательно удалены из анналов и королевских списков авторами, находившимися под покровительством членов рода Уи Дунлайнге.